# Tenebroides rugosipennis
Tenebroides rugosipennis is een keversoort uit de familie schorsknaagkevers (Trogossitidae). De wetenschappelijke naam van de soort werd in 1862 gepubliceerd door George Henry Horn.